# Meineckia websteri
Meineckia websteri là một loài thực vật có hoa trong họ Diệp hạ châu. Loài này được Jean F.Brunel & J.P.Roux mô tả khoa học đầu tiên năm 1982.